# قاي هيرش
قاي هيرش هو رياضياتي بلجيكي، ولد في 1915 في لندن في المملكة المتحدة، وتوفي في 1993 في إقليم بروكسل العاصمة في بلجيكا.